# Purwodadi (plaats in Musi Rawas)
Purwodadi is een bestuurslaag in het regentschap Musi Rawas van de provincie Zuid-Sumatra, Indonesië. Purwodadi telt 1826 inwoners (volkstelling 2010).